# Australian Open 1978
Wielkoszlemowy turniej tenisowy Australian Open w 1978 roku rozegrano w Melbourne w dniach 25 – 31 grudnia.

## Zwycięzcy

### Gra pojedyncza mężczyzn
- Guillermo Vilas (ARG) – John Marks (AUS) 6:4, 6:4, 3:6, 6:3

### Gra pojedyncza kobiet
- Chris O’Neil (AUS) – Betsy Nagelsen (USA) 6:3, 7:6(3)

### Gra podwójna mężczyzn
- Wojciech Fibak (POL)/Kim Warwick (AUS) – Paul Kronk (AUS)/Cliff Letcher (AUS) 7:6, 7:5